# Palace Software
Palace Software fue una compañía de desarrollo británica de videojuegos de los años 80 con sede en Londres. Sus creaciones más conocidas fueron Barbarian y Cauldron y sus continuaciones para computadoras de 8 bits de la época, en particular para ZX Spectrum, Amstrad CPC y Commodore 64. Fue muy polémico el hecho de presentar su publicidad en las revistas de videojuegos con una guerrera escasamente vestida (Maria Whittaker, en particular en el Barbarian II).
Entre los desarrolladores de Palace Software estaban Steve Brown y el músico Richard Joseph.
En 1990 la empresa fue declarada en bancarrota y siguió operando hasta 1992.

## Lanzamientos destacados
- The Evil Dead (1984)
- Cauldron (1985)
- Cauldron II (1986)
- La armadura sagrada de Antiriad (1986)
- Barbarian (1987)
- Stifflip & Co. (1987)
- Barbarian 2 (1988)
- Dragon's Breath (1989)